# Danique Braam
Danique Braam née le 5 septembre 1995, est une coureuse cycliste néerlandaise.

## Biographie
En 2018, Danique Braam court en amateur au sein du Rennersclub Jan van Arckel et remporte la KNWU Clubcompetitie. En 2019, elle passe professionnelle au sein de l'équipe belge Lotto Soudal Ladies, avec qui, elle court pendant trois ans. Elle obtient ses premiers tops 10 chez les professionnelles en fin d'année : huitième du Grand Prix de Fourmies et quatorzième du Tour du Guangxi. Début 2021, elle se casse le coude lors d'un entraînement et rate les classiques du printemps. Le 5 octobre, elle prend la cinquième place de Binche-Chimay-Binche pour Dames, le meilleur résultat de sa saison.
En 2022, elle rejoint l'équipe Bingoal-Chevalmeire-Van Eyck Sport et réalise sa meilleure saison. Après cinq tops 10 sur des semi-classiques belges et néerlandaise, elle remporte au sprint le Grand Prix Mazda Schelkens le 6 juin, sa première victoire chez les professionnelles. Lors de cette saison, elle se classe également quatrième de la Veenendaal-Veenendaal Classic et cinquième du Diamond Tour. En 2023, elle termine notamment troisième de l'Egmont Cycling Race.

## Palmarès sur route

### Par années
- 2022
  - Grand Prix Mazda Schelkens
- 2023
  - 3e de l'Egmont Cycling Race

### Résultats sur les grands tours

#### Tour d'Italie
2 participations
- 2019 : 118e
- 2021 : abandon (6e étape)

### Classements mondiaux
| Année                                 | 2017 | 2018 | 2019 | 2020 | 2021 | 2022 | 2023 | 2024 |
| ------------------------------------- | ---- | ---- | ---- | ---- | ---- | ---- | ---- | ---- |
| Classement UCI                        | 239e | 341e | 384e | 414e | 455e | 97e  | 185e | 275e |
| UCI World Tour                        | nc   | nc   | 143e | 154e | 142e | nc   | 146e | 256e |
|                                       |      |      |      |      |      |      |      |      |
| Légende : nc = non classéSource : UCI |      |      |      |      |      |      |      |      |